# Bill Mackey
Bill Mackey (Dayton, Ohio, 15 december 1927 - Winchester, Indiana, 29 juli 1951) was een Amerikaanse Formule 1-coureur. Zijn geboortenaam was William Gretsinger, Jr. Hij nam deel aan de Indianapolis 500 van 1951, maar viel uit en scoorde geen punten. Hij verongelukte tijdens een crash op Winchester Speedway.